# Velká louka (Bratislava)
Velká louka (slovensky Veľká lúka, známá nepřesně jako Villa rustica) je archeologická lokalita, naleziště pozůstatků z římské doby. Nachází se na katastrálním území bratislavské městské části Dúbravka v okrese Bratislava IV.
Zbytky stavby římských lázní byly objeveny v lesích mezi Dúbravkou a Devínskou Novou Vsí v lokalitě zvané Velká louka v roce 1982. Lokalita se rozprostírá na západním okraji Bratislavy v kotlině uzavřené ze tří stran výběžky Malých Karpat. Jde o jedno z významných archeologických nalezišť tohoto typu v oblasti středního Podunají.

## Popis
Krátce po začátku našeho letopočtu pronikly na území dnešního jihozápadního Slovenska germánské kmeny. Přes tzv. Bratislavskou bránu se dostaly i na území dnešní městské části a vybudovaly si zde sídliště. Předpokládá se, že toto území obývaly do druhé poloviny 1. století n. l. Dokládají to nálezy pozůstatků polozemnic a železářských pecí.
Na základě těchto ojedinělých náhodných objevů, jakož i s ohledem na vývoj osídlení v pogermánském období, se na zmíněném území předpokládal výskyt významnějšího nálezu. Tím byl objev základů antické kamenné stavby. Po podrobnějším výzkumu se přišlo na to, že stavba pochází pravděpodobně z 3. století z římských dob. V tomto období bylo území dnešních Rusovců, Jarovců, Čunova a Petržalky (jakož i přilehlého pásu dnešního pohraničí) součástí římské provincie Panonie. Vzhledem k tomu, že se na Velké louce našly římské a germánské nálezy, je možné, že stavba patřila germánskému šlechtici ovlivněnému římskou kulturou. Jeho původní záměr - vybudovat lázně na teplou i studenou vodu - se ale změnil a byly postaveny lázně pouze se studenou vodou.
Balneum v Římské říši obvykle bývalo součástí tzv. villy rustica, proto je možné, že i na Velké louce bylo součástí takové velké usedlosti, kde spolu s obytným sídlem majitele usedlosti, svatyní a hospodářskými stavbami tvořilo komplex obytného areálu. Rovněž je možné, že nešlo o stavbu Germána, ale přímo o nedokončenou stavbu římské villy rustica.
Budova v Dúbravce byla spíše malým objektem s rozměry 13 × 11 metrů a skládala se ze šesti místností. Základy stavby spolu s částmi nad úrovní terénu dosahují výšky 150 centimetrů a tloušťka zdiva činí 60 centimetrů. Ze tří stran se k budově připojují tři půlkruhové apsidy rozličného průměru. Předpokládá se, že apsidové místnosti byly bazénky na studenou (frigidarium), teplou (tepidarium) a horkou (caldarium) vodu. Největším prostorem stavby byla místnost s půdorysem ve tvaru písmene L, která zřejmě sloužila jako převlékárna. To, že nebyly objeveny žádné stopy podlahového vytápění, vede k domněnce, že lázně nemohly splňovat svou funkci. Proto se předpokládá, že stavba mohla mít i jiné využití.
Při zkoumání pozůstatků stavby byly objeveny nálezy důležité pro její datování. Jde zejména o římskou keramiku, vícebarevné mozaikové sklo, bronzové spony, římské mince apod. Výjimečným nálezem z tohoto území je drobná bronzová plastika představující starořeckého boha plodnosti Priapa.
V druhé třetině 3. století usedlost zanikla. Na toto území se opět vrátili Germáni, kteří zde setrvali až do začátku 5. století. V době tzv. stěhování národů se na ruinách římské stavby usadilo slovanské etnikum. V období 11.–13. století se zde nacházel raně feudální panský dvorec.
Památka se nachází nedaleko objektu Slovenských závodů technického skla. Vzhledem k významu památky, byla lokalita v Bratislavě vyhlášena v roce 1990 za národní kulturní památku.